# How Men Propose
How Men Propose este un film american mut, scurt, de comedie din 1913, de obicei atribuit lui Lois Weber și Phillips Smalley ca regizori și lui Weber ca scenaristă și producătoare, deși aceste lucruri nu pot fi confirmate. Recent, specialiștii nu au inclus filmul în filmografia lui Weber, iar Biblioteca Congresului, în timp ce îl atribuie lui Weber, observă că „regizorul este necunoscut, dar ar putea fi Lois Weber”. Filmul a fost produs de Crystal Film Company și distribuit de către Universal Film Manufacturing Company. 

## Distribuție
- Margarita Fisher ca Grace Darling
- Chester Barnett
- Phillips Smalley
- Lois Weber

## Sinopsis
Trei prieteni, fără să știe, îi cer mâna succesiv unei femei pe nume Grace Darling, toți trei primind o fotografie de-a ei ca semn de acceptare. Înapoi în apartamentul pe care îl împart, bărbații își prezintă cu mândrie unul altuia fotografiile a celei care fiecare dintre ei spera că va fi viitoarea lui soție. Dându-și seama că au fost înșelați, bărbații încearcă să o confrunte pe femeia care, între timp, a plecat din apartamentul său, lăsându-le fiecăruia câte o scrisoare prin servitoarea ei. Bărbații află că Grace Darling era de fapt o jurnalistă care scria un articol despre modul de curtare al bărbaților și care căuta răspunsuri la întrebarea „cum cer mâna bărbații”.

## Trivia
How Men Propose este cel mai vechi film cu Margarita Fisher într-un rol principal care este disponibil pe DVD. Filmul și interpretarea lui Fisher au fost descrise ca „o afirmare jucăușă și energică a puterii feminine, în care Margarita [Fisher] demonstrează că este o actriță talentată, în întregime familiarizată cu cerințele unice ale intepretării în film”.